# Château de l'Angotière
Le château de l'Angotière est une demeure, du XVe siècle, remaniée au XIXe siècle, qui se dresse sur le territoire de la commune française de Domjean dans le département de la Manche, en région Normandie. Il est partiellement classé au titre des monuments historiques.

## Localisation
Le château est situé sur un promontoire à 3 km au nord-ouest du bourg de Domjean, à proximité du site de la Chapelle-sur-Vire et du confluent de la Vire et de la rivière de Jacre qu'il domine d'une cinquantaine de mètres, dans le département français de la Manche. Il est traversé par le 49e parallèle nord.

## Historique
La ferme-manoir de l'Angotière est érigée au XVe siècle. Au XIXe siècle, le manoir est remanié et agrandi par Alain de Chartier marquis de Sédouy, le transformant en petit château. Son fils morcellera le domaine qu'il vend à plusieurs acquéreur. En 2009, l’Angotière, ainsi que les bâtiments et les terres avoisinantes sont achetés par les propriétaires actuels afin de reconstituer l’ancienne propriété.

## Description
On accède au château, entre deux piliers de granit surmontés d’aigles impériaux, près de la ferme du Hamel et une avenue bordée de tilleuls encadrée de deux étroites prairies.
Le château de l'Angotière des XVe – XIXe siècle se présente sous la forme d'un corps de logis haut de deux niveaux et entresol, construit en poudingue chaînée de granit, avec une tour d'angle du XVe siècle. Sa toiture d’ardoises est surmontée par des lucarnes à croupes et de puissantes souches de cheminées. Au centre, un perron à double emmarchement mène à l’étage noble, qui s'éclaire par de hautes baies. Au nord, la façade est flanquée d’un massif pavillon carré à haute toiture à quatre pans et, au sud par une tour ronde coiffée d’un toit en poivrière. Devant la façade principale est aménagé un parc à l’anglaise.
Complète cet ensemble, un imposant pigeonnier et diverses constructions qui viennent entourer le logis (ferme, communs coiffés de chaume, étables, porcherie… Les bâtiments sont entourés de pâtures, de cultures, de vergers et de bois).

## Protection
La cheminée datée de 1717 dans la salle à manger et celle du début du XVIe siècle dans la cuisine sont classées au titre des monuments historiques par arrêté du 12 septembre 1969.
Le château et ses abords sont un site classé. Le jardin est recensé à l'inventaire général du patrimoine culturel.

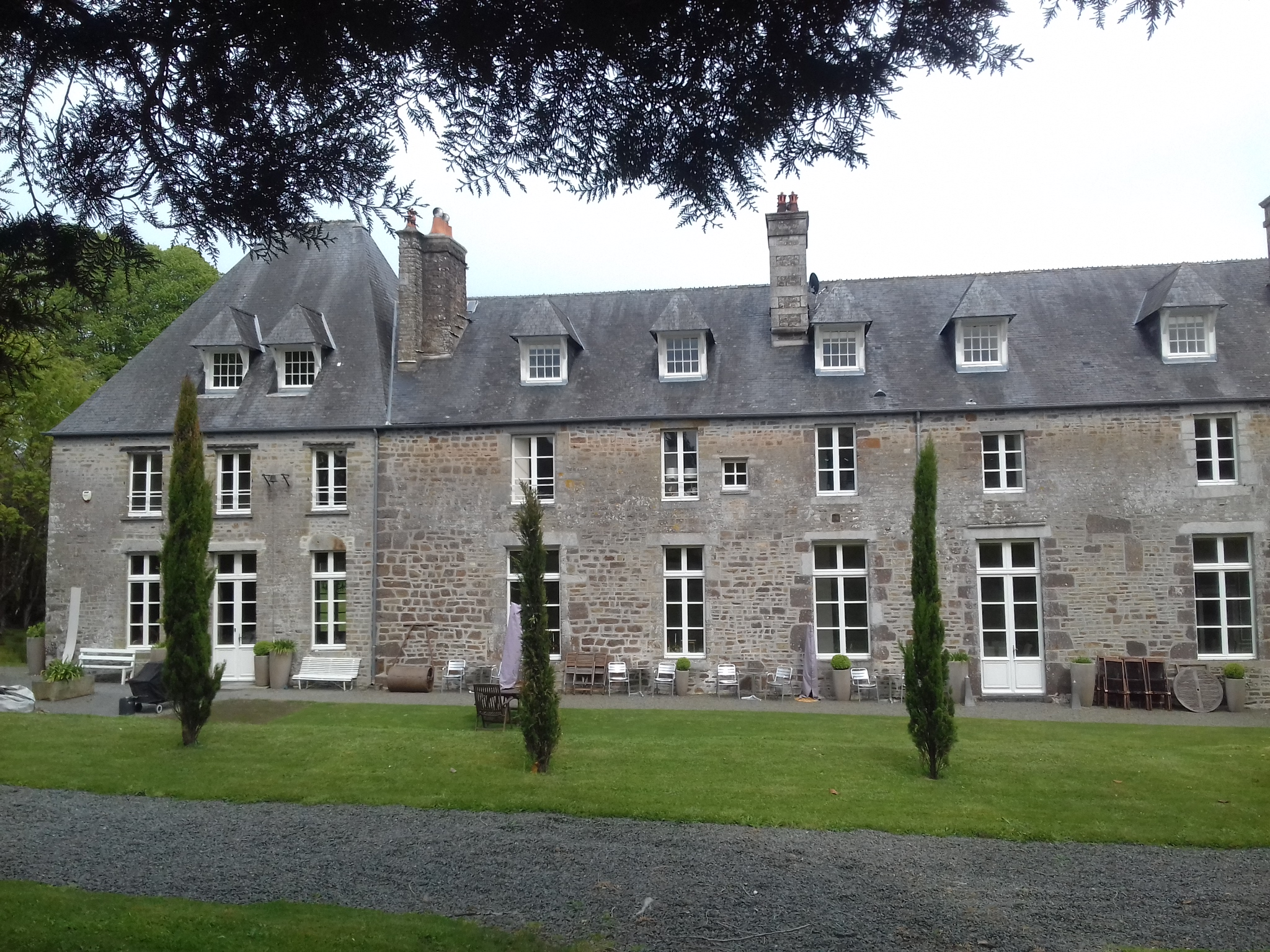
La façade occidentale.
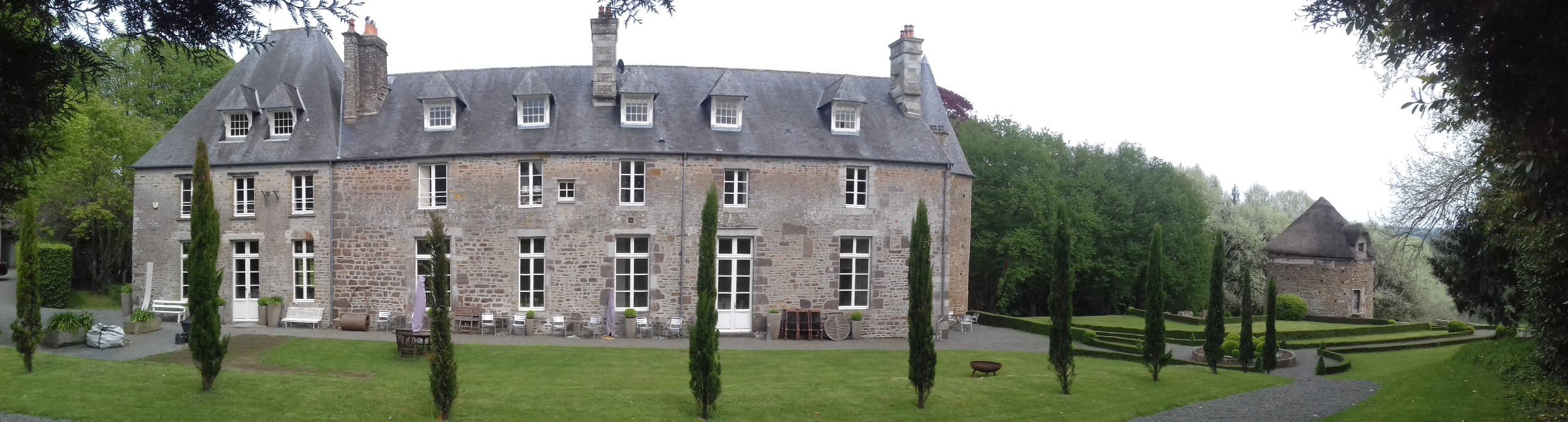
Vue panoramique.
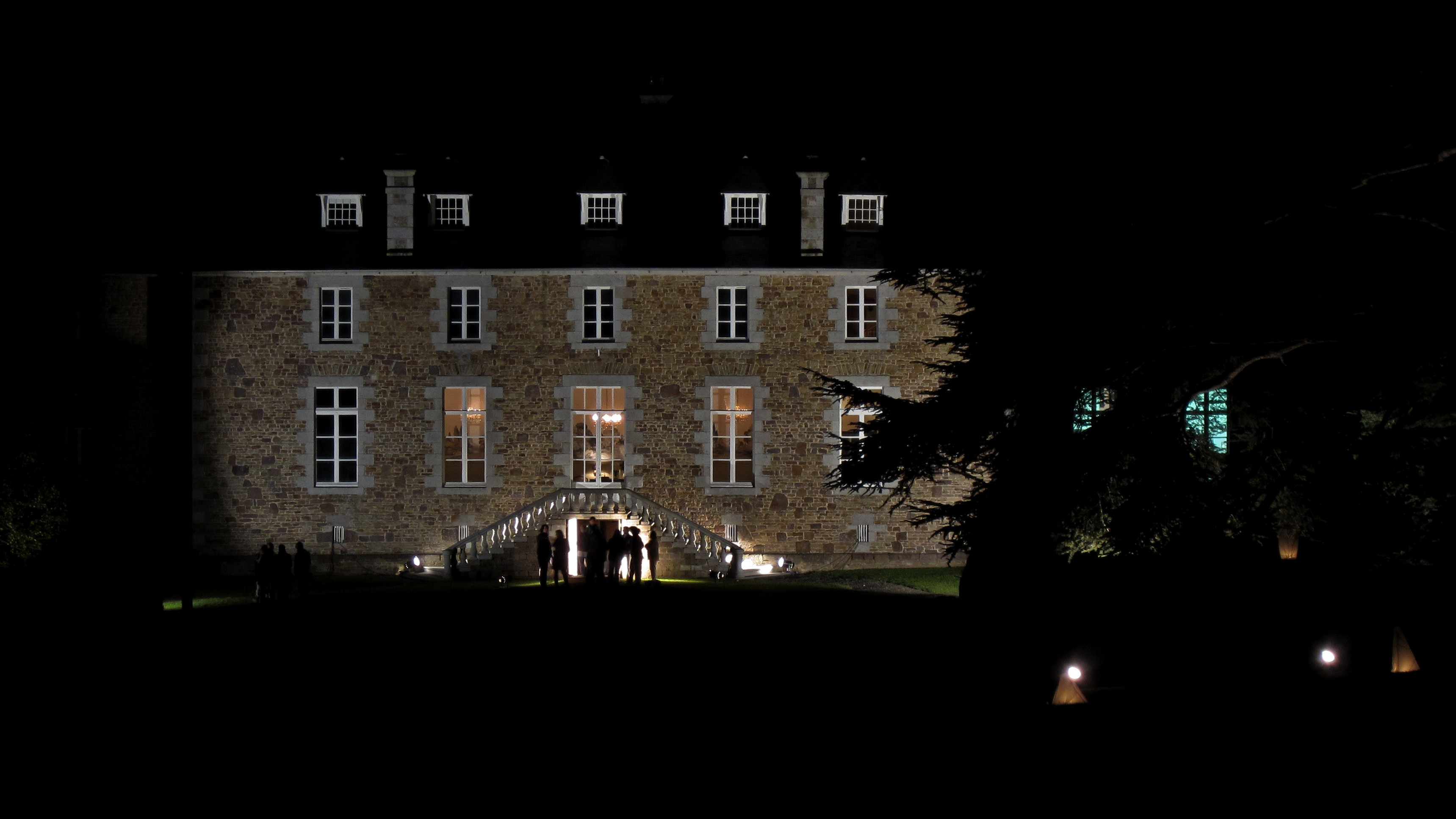
La façade orientale lors d'une activité nocturne.